# NGC 7322
NGC 7322 est une vaste et lointaine galaxie lenticulaire située dans la constellation de la Grue. Cette galaxie a été découverte par l'astronome britannique John Herschel en 1834. Herschel a de nouveau obseré cette même galaxie le 23 octobre 1835 et elle a été inscrite au catalogue NGC sous la désignation NGC 7334.
La vitesse par rapport au fond diffus cosmologique est de 11 291 ± 31 km/s, ce qui correspond à une distance de Hubble de 166,5 ± 11,7 Mpc (∼543 millions d'al).